# Vermis du cervelet
Pour les articles homonymes, voir Vermis et culmen.
Le vermis du cervelet correspond à la région médiane du cervelet flanquée des hémisphères droit et gauche. Il est subdivisé en dix régions :
1. Au sein du lobe antérieur : lingula, lobulus centralis, culmen ;
2. Au sein du lobe postérieur : déclive, folium, tuber, pyramis, uvula ;
3. Au sein du lobe flocculo-nodulaire : nodulus.

Par le nodulus, il se rattache à l'archicerebellum apparu chez les poissons, et, par ses autres régions, au paléocerebellum apparu chez les reptiles.
Les cellules de Purkinje du cortex vermien se projettent sur le noyau vestibulaire latéral et le noyau fastigial ipsi-latéraux.